# Bo Henriksen
Bo Henriksen (Roskilde, 7 februari 1975) is een Deens voormalig voetballer en huidig voetbaltrainer die doorgaans speelde als spits. Tussen 1994 en 2011 was hij actief voor Odense BK, Herfølge BK, BK Frem, Kidderminster Harriers, Bristol Rovers, Køge BK, Valur Reykjavík, Fram Reykjavík, Victory SC, ÍB Vestmannaeyja en Brønshøj BK. Henriksen werd na zijn loopbaan als voetballer trainer en werd in februari aangesteld bij Mainz 05.

## Clubcarrière
Henriksen brak als profvoetballer door bij Odense BK en verkaste later naar Herfølge BK. Die club verhuurde hem eerst aan BK Frem en later aan Kidderminster Harriers. Bij de Engelse club maakte de spits genoeg indruk om definitief overgenomen te worden. Na een paar maanden bij Bristol Rovers keerde Henriksen terug in Denemarken bij Køge BK. In de zomer van 2005 vertrok hij naar IJsland, waar hij voor Valur Reykjavík en later Fram Reykjavík ging spelen. Victory SC haalde hem naar de Maldiven en na acht maanden bij ÍB Vestmannaeyja speelde de aanvaller nog van januari 2007 tot juli 2009 voor Brønshøj BK. Hierna besloot Henriksen op vierendertigjarige leeftijd een punt achter zijn actieve loopbaan te zetten.

## Trainerscarrière
Bij Brønshøj BK was Henriksen speler-trainer, maar na zijn voetbalpensioen kon hij zich definitief richten op de rol van hoofdtrainer. Hij wist met de club in 2010 te promoveren naar de 1. division. Hier handhaafde Brønshøj zich tot 2014, toen de trainer naar AC Horsens vertrok. Bij deze club was Henriksen zes jaar actief als hoofdtrainer, tot in onderling overleg besloten werd uit elkaar te gaan.
Hierop zat Henriksen een seizoen zonder club. Regerend landskampioen FC Midtjylland contracteerde hem in mei 2021 als opvolger van de naar Royal Antwerp vertrokken Brian Priske. Met Midtjylland won hij de beker en werd hij tweede in de Superligaen, waarop de club besloot niet met hem verder te gaan. Ruim twee maanden later vond de Deen alweer een nieuwe club, toen FC Zürich hem naar Zwitserland haalde.
Bij de Zwitserse club tekende hij een contract tot en met het seizoen 2023/24 maar deze zou hij niet uitzitten. In februari 2024 besloot Henriksen zijn contract op te zeggen en een contract bij Mainz 05 te tekenen als opvolger van de ontslagen Jan Siewert. De club stond in de degradatiezone tijdens zijn aanstelling, maar door zes overwinningen, vijf gelijke spelen en twee nederlagen in de laatste dertien duels steeg Mainz naar de veilige dertiende plek. In de eerste helft van het seizoen 2024/25 maakte Henriksen met Mainz genoeg indruk dat de clubleiding besloot zijn contract open te breken en te verlengen tot medio 2027.

## Erelijst
| Competitie            |             |             |             |             |
| Competitie            | Aantal      | Jaren       |             |             |
| Als speler            | Als speler  | Als speler  | Als speler  | Als speler  |
| Herfølge BK           | Herfølge BK | Herfølge BK | Herfølge BK | Herfølge BK |
| --------------------- | ----------- | ----------- | ----------- | ----------- |
| Superligaen           | 1           | 1999/00     |             |             |
| Victory SC            |             |             |             |             |
| President's Cup       | 1           | 2005        |             |             |
| Als trainer           |             |             |             |             |
| FC Midtjylland        |             |             |             |             |
| Landspokalturneringen | 1           | 2021/22     |             |             |